# Stenoscepa
Stenoscepa is een geslacht van rechtvleugeligen uit de familie Pyrgomorphidae. De wetenschappelijke naam van dit geslacht is voor het eerst geldig gepubliceerd in 1896 door Karsch.

## Soorten
Het geslacht Stenoscepa omvat de volgende soorten:
- Stenoscepa fusiformis Kevan, 1956
- Stenoscepa gallae Rehn, 1901
- Stenoscepa gracilis Kevan, 1956
- Stenoscepa grandis Kevan, 1956
- Stenoscepa granulata Karsch, 1888
- Stenoscepa maxima Kevan, 1948
- Stenoscepa montana Uvarov, 1934
- Stenoscepa obscura Kevan, 1962
- Stenoscepa picta Bolívar, 1884
- Stenoscepa picticeps Bolívar, 1904
- Stenoscepa rhodesiensis Kevan, 1956
- Stenoscepa yemenita Uvarov, 1936